# Rock & Roll Over Tour
Rock & Roll Over Tour è un tour intrapreso dal gruppo hard rock statunitense Kiss, per promuovere l'album Rock and Roll Over. Nella parte finale del tour, intrapreso tra il 26 novembre 1976 e il 4 aprile 1977, i Kiss per la prima volta nella loro storia terranno alcune esibizioni in Giappone, tra cui quattro al Nippon Budokan di Tokyo.

## Storia
Il 18 febbraio 1977, la band si esibì per la prima volta al Madison Square Garden, un luogo in cui tutti e quattro i membri sognavano da tempo di suonare. Quella notte fu anche il debutto della band di Sammy Hagar.
I Kiss si anche esibirono in Giappone per la prima volta in questo tour. Suonarono al Budokan Hall per quattro sere di fila, battendo un record di presenze stabilito dai Beatles. Il 12 dicembre 1976, Ace Frehley subì una grave scossa elettrica sul palco. Il conseguente ritardo durò circa quindici minuti ma il chitarrista riprese lo spettacolo, nonostante avesse perso la sensibilità a una mano. Ispirato dall'evento, scrisse Shock Me, che apparve nel album successivo della band, Love Gun, del 1977. Fu la prima canzone dei Kiss in cui egli cantò come voce solista.
Questo fu il primo tour in cui venne eseguita Beth. Invece di essere suonata dalla band, fu cantata dal batterista Peter Criss su una registrazione del brano strumentale dall'album Destroyer. Nel programma del tour finale della band, Stanley ha riflettuto su questo:
(Paul Stanley, 2019)

## Tappe e date[3]
| Data                   | Città                  | Stato                  | Luogo                                |
| America Settentrionale | America Settentrionale | America Settentrionale | America Settentrionale               |
| ---------------------- | ---------------------- | ---------------------- | ------------------------------------ |
| 24 novembre 1976       | Savannah               | Stati Uniti            | Savannah Civic Center                |
| 25 novembre 1976       | Charlotte              | Stati Uniti            | Charlotte Coliseum                   |
| 27 novembre 1976       | Raleigh                | Stati Uniti            | Dorton Arena                         |
| 28 novembre 1976       | Greenville             | Stati Uniti            | Greenville Memorial Auditorium       |
| 30 novembre 1976       | Columbus               | Stati Uniti            | Municipal Auditorium                 |
| 2 dicembre 1976        | Memphis                | Stati Uniti            | Mid-South Coliseum                   |
| 3 dicembre 1976        | Jackson                | Stati Uniti            | Mississippi Coliseum                 |
| 4 dicembre 1976        | New Orleans            | Stati Uniti            | Municipal Auditorium                 |
| 5 dicembre 1976        | Mobile                 | Stati Uniti            | Mobile Civic Center                  |
| 7 dicembre 1976        | Huntsville             | Stati Uniti            | Von Braun Center                     |
| 8 dicembre 1976        | Macon                  | Stati Uniti            | Macon Coliseum                       |
| 10 dicembre 1976       | Jacksonville           | Stati Uniti            | Jacksonville Coliseum                |
| 11 dicembre 1976       | Miami                  | Stati Uniti            | Sport Auditorium                     |
| 12 dicembre 1976       | Lakeland               | Stati Uniti            | Lakeland Civic Center                |
| 15 dicembre 1976       | Buffalo                | Stati Uniti            | Buffalo Memorial Auditorium          |
| 16 dicembre 1976       | Syracuse               | Stati Uniti            | War Memorial Arena                   |
| 18 dicembre 1976       | New Haven              | Stati Uniti            | New Haven Coliseum                   |
| 19 dicembre 1976       | Largo                  | Stati Uniti            | Capital Center                       |
| 21 dicembre 1976       | Filadelfia             | Stati Uniti            | The Spectrum                         |
| 27 dicembre 1976       | Fayetteville           | Stati Uniti            | Cumberland County Crown Coliseum     |
| 28 dicembre 1976       | Roanoke                | Stati Uniti            | Roanoke Civic Center                 |
| 30 dicembre 1976       | Augusta                | Stati Uniti            | Augusta Civic Center                 |
| 1 gennaio 1977         | Providence             | Stati Uniti            | Providence Civic Center              |
| 5 gennaio 1977         | Abilene                | Stati Uniti            | Taylor County Expo Center            |
| 6 gennaio 1977         | Tulsa                  | Stati Uniti            | Tulsa Convention Center              |
| 9 gennaio 1977         | Wichita                | Stati Uniti            | Kansas Coliseum                      |
| 10 gennaio 1977        | Amarillo               | Stati Uniti            | Amarillo Civic Center                |
| 11 gennaio 1977        | Albuquerque            | Stati Uniti            | Tingley Coliseum                     |
| 13 gennaio 1977        | Salt Lake City         | Stati Uniti            | Salt Palace                          |
| 15 gennaio 1977        | Denver                 | Stati Uniti            | McNichols Sports Arena               |
| 17 gennaio 1977        | Grand Forks            | Stati Uniti            | Ralph Engelstad Arena                |
| 18 gennaio 1977        | Duluth                 | Stati Uniti            | Duluth Arena                         |
| 20 gennaio 1977        | Lincoln                | Stati Uniti            | Pershing Auditorium                  |
| 21 gennaio 1977        | Des Moines             | Stati Uniti            | Veterans Memorial Auditorium         |
| 22 gennaio 1977        | Chicago                | Stati Uniti            | Chicago Stadium                      |
| 24 gennaio 1977        | Fort Wayne             | Stati Uniti            | Fort Wayne Coliseum                  |
| 25 gennaio 1977        | Terre Haute            | Stati Uniti            | Hulman Center                        |
| 27 gennaio 1977        | Detroit                | Stati Uniti            | Cobo Hall                            |
| 28 gennaio 1977        | Detroit                | Stati Uniti            | Cobo Hall                            |
| 29 gennaio 1977        | Detroit                | Stati Uniti            | Cobo Hall                            |
| 1 febbraio 1977        | Milwaukee              | Stati Uniti            | Milwaukee Auditorium                 |
| 2 febbraio 1977        | Milwaukee              | Stati Uniti            | Milwaukee Auditorium                 |
| 3 febbraio 1977        | Green Bay              | Stati Uniti            | Brown County Veterans Memorial Arena |
| 4 febbraio 1977        | Madison                | Stati Uniti            | Dane County Expo Center              |
| 6 febbraio 1977        | Bloomington            | Stati Uniti            | Met Center                           |
| 8 febbraio 1977        | Omaha                  | Stati Uniti            | Omaha Civic Auditorium               |
| 9 febbraio 1977        | Kansas City            | Stati Uniti            | Kemper Arena                         |
| 10 febbraio 1977       | Waterloo               | Stati Uniti            | McElroy Auditorium                   |
| 12 febbraio 1977       | Bismarck               | Stati Uniti            | Bismarck Civic Center                |
| 16 febbraio 1977       | Hartford               | Stati Uniti            | Hartford Civic Center                |
| 18 febbraio 1977       | New York               | Stati Uniti            | Madison Square Garden                |
| 21 febbraio 1977       | Uniondale              | Stati Uniti            | Nassau Coliseum                      |
| 26 febbraio 1977       | Johnson City           | Stati Uniti            | Freedom Hall Civic Center            |
| 27 febbraio 1977       | Columbia               | Stati Uniti            | Carolina Coliseum                    |
| 1 marzo 1977           | Asheville              | Stati Uniti            | Asheville Civic Center               |
| 3 marzo 1977           | Birmingham             | Stati Uniti            | BJCC Arena                           |
| 5 marzo 1977           | Lexington              | Stati Uniti            | Rupp Arena                           |
| 6 marzo 1977           | Columbus               | Stati Uniti            | St. John Arena                       |
| 7 marzo 1977           | Hampton                | Stati Uniti            | Hampton Coliseum                     |
| Asia                   |                        |                        |                                      |
| 24 marzo 1977          | Osaka                  | Giappone               | Festival Hall                        |
| 25 marzo 1977          | Osaka                  | Giappone               | Festival Hall                        |
| 26 marzo 1977          | Kyoto                  | Giappone               | Kaikan Hall                          |
| 28 marzo 1977          | Nagoya                 | Giappone               | Nagoya Rainbow Hall                  |
| 29 marzo 1977          | Osaka                  | Giappone               | Festival Hall                        |
| 30 marzo 1977          | Fukuoka                | Giappone               | Kyuden Taiiku-Kan                    |
| 1 aprile 1977          | Tokyo                  | Giappone               | Budokan                              |
| 2 aprile 1977          | Tokyo                  | Giappone               | Budokan                              |
| 4 aprile 1977          | Tokyo                  | Giappone               | Budokan                              |

## Scaletta
La scaletta riportata è stata proposta durante i due spettacoli del 2 aprile 1977 al Nippon Budokan di Tokyo.
1. Detroit Rock City
2. Take Me
3. Let Me Go, Rock 'N Roll
4. Ladies Room
5. Firehouse
6. Makin' Love
7. I Want You
8. Cold Gin
9. Assolo di chitarra di Ace Frehley
10. Do You Love Me?
11. Nothin' To Lose
12. Assolo di basso di Gene Simmons
13. God Of Thunder
14. Assolo di batteria di Peter Criss
15. Rock And Roll All Nite
16. Shout It Out Loud
17. Beth
18. Black Diamond

## Formazione
- Gene Simmons - basso, voce
- Paul Stanley - chitarra ritmica, voce
- Peter Criss - batteria, voce
- Ace Frehley - chitarra solista, voce